# غوران يوفانوفيتش (لاعب كرة قدم)
غوران يوفانوفيتش (8 مايو 1977 في صربيا - ) هو لاعب كرة قدم صربي في مركز الوسط. لعب مع نادي موغرن وOFK Grbalj ‏ ونادي سميديريفو ‏.

## وصلات خارجية
- غوران يوفانوفيتش (لاعب كرة قدم) على موقع قاعدة بيانات كرة القدم.إي يو (الإنجليزية)
- غوران يوفانوفيتش (لاعب كرة قدم) على موقع Soccerway.com (الإنجليزية)
- غوران يوفانوفيتش (لاعب كرة قدم) على موقع عالم كرة القدم.نت (الإنجليزية)